# Cécile Duflot
Cécile Duflot (ur. 1 kwietnia 1975 w Villeneuve-Saint-Georges) – francuska polityk, przewodnicząca partii Zielonych oraz ugrupowania Europa Ekologia – Zieloni (2006–2012), od 2012 do 2014 minister równości terytorialnej i mieszkalnictwa.

## Życiorys
Córka kolejarza i działacza związkowego oraz nauczycielki. W młodości mieszkała w Montereau-Fault-Yonne, a do rodzinnego miasta powróciła na początku lat 90. Studiowała urbanistykę na École supérieure des sciences économiques et commerciales, ukończyła też studia w zakresie geografii. W 2001 wstąpiła do partii Zielonych, a w 2003 weszła w skład władz tego ugrupowania. W 2005 została wybrana na stanowisko rzecznika partyjnego. W 2006 zastąpiła Yanna Wehrlinga na stanowisku sekretarza generalnego Zielonych.
W 2008 brała udział w powstaniu koalicji wyborczej Europe Écologie powstałej z inicjatywy Daniela Cohn-Bendita, a której celem stał się wspólny start środowisk ekologicznych i antyglobalistycznych w wyborach do Parlamentu Europejskiego w 2009. W 2010 wraz z Monicą Frassoni, Renate Künast oraz Mariną Silvą jako przedstawicieli nurtu zielonych zostały umieszczone na liście światowych przedstawicieli myśli politycznych stworzonej przez czasopismo „Foreign Policy”. Podczas wyborów regionalnych w marcu tego samego roku Cécile Duflot stanęła na czele listy Zielonych w regionie Île-de-France, która uzyskała 16,58% głosów, zapewniając jej miejsce w radzie tego regionu. W grudniu 2010 stanęła na czele nowej partii pod nazwą Europa Ekologia – Zieloni powołanej m.in. na bazie m.in. Zielonych.
16 maja 2012, po zwycięstwie François Hollande’a w wyborach prezydenckich i powołaniu przez niego nowego rządu, została ministrem równości terytorialnej i mieszkalnictwa w gabinecie, którego premierem został Jean-Marc Ayrault. Uzyskała następnie mandat poselski w wyborach do Zgromadzenia Narodowego XIV kadencji przeprowadzonych w kolejnym miesiącu. Po dokonanej 21 czerwca 2012 rekonstrukcji pozostała w drugim gabinecie tego samego premiera na dotychczasowym stanowisku, rezygnując wkrótce z kierowania swoim ugrupowaniem (na funkcji tej zastąpił ją Pascal Durand). W 2014 zakończyła urzędowanie na stanowisku ministra.
W 2018 wycofała się z aktywności politycznej, stanęła na czele francuskiego oddziału organizacji Oxfam.